# Minatitlán
Minatitlán er en by og en kommune i den mexikanske delstat Veracruz. Byen er vigtig for olieproduktionen i Mexico, og Pemex har et af sine olieraffinaderier i denne byen. I 2005 havde kommunen 151 983 indbyggere, mens byen havde 152 907. Kommunen har et areal på 4 123,91 km².

17°59′07″N 94°32′41″V / 17.9853°N 94.5447°V